# Троубриџ (Калифорнија)
Троубриџ (енгл. Trowbridge) насељено је место без административног статуса у америчкој савезној држави Калифорнија.

## Демографија
По попису из 2010. године број становника је 226.
| Група             | 2000.    | 2010.       |
| Белци             | 0 (0,0%) | 152 (67,3%) |
| Афроамериканци    | 0 (0,0%) | 3 (1,3%)    |
| Азијати           | 0 (0,0%) | 25 (11,1%)  |
| Хиспаноамериканци | 0 (0,0%) | 38 (16,8%)  |
| Укупно            | 0        | 226         |